# Esbart Dansaire de Granollers
L'Esbart Dansaire de Granollers. Entitat cultural fundada a Granollers l'any 1931 que fomenta les danses tradicionals catalanes.
El seu origen es remunta a l'edat mitjana amb el ball de donzelles, propi de la ciutat de Granollers i que prové d'una vella confraria que tenia per objecte proporcionar el dot de noces a noies casadores.
L'Esbart com a tal, es funda l'any 1931 amb el nom d' Esbart Dansaire Granollerí Foment de la Sardana, amb membres de l'Orfeó Granollerí i del Foment de la Sardana. La primera ballada es va fer l'any 1931 i el 1936 va tenir lloc la primera ballada de l'esbart infantil. Durant l'etapa de la Guerra Civil va interrompre la seva activitat, reprenent la primera actuació després del conflicte bèl·lic, el 6 de gener del 1941 amb motiu de la representació dels pastorets. Durant aquesta època l'Esbart va canviar el nom per Grupo Folklórico de Granollers.
Entre els anys 1942 i 1964, va ser una època de gran activitat de l'Esbart amb ballades anuals a l'hospital Asil, per Sant Josep, per la Festa Major del Barri del Lledoner i en diferents concursos de balls de gitanes.
En ser un dels pocs esbarts que va reprendre l'activitat després de la guerra, van ser convidat a ballar davant del General Franco l'any 1942 en la celebració del dia de la liberación. Durant aquesta època també varen ballar al Palau de la Música i van fer diverses actuacions teatrals. L'activitat es va aturar el 1964 i no es va reprendre fins al 1973, quan la Sección Femenina de Coros y Danzas va muntar un grup de dansa tradicional. El 1977 l'entitat va redactar uns estatuts. El 1991 l'entitat va estar a punt de desaparèixer en haver-hi només una desena de nens i dues mestres, Conxita Armengol i Núria Maynou, però de seguida es va refer. El 1999 es va estrenar el primer espectacle, Batecs, i el 2000 en van arribar altres com Blauncs, amb el Cos de dansa, o Plou i fa sol, en Risto balla sòl, amb les colles infantils.

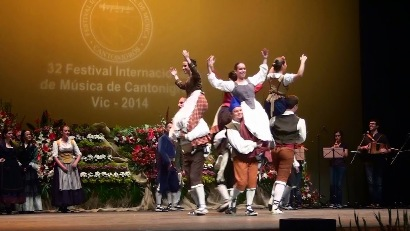
A Cantonigròs (2014)

El darrer espectacle del Cos de Dansa de l'Esbart és Aleatori que s'estrena el 2008. Es tracta de diverses coreografies inspirades en una vintena de cançons escollides d'en Lluís Llach. Aleatori s'ha presentat 9 vegades arreu de Catalunya. El 2014 el Cos de Dansa de l'Esbart Dansaire de Granollers obté el tercer premi en el Festival de Música i Dansa de Cantonigròs.